# Kościół Opatrzności Bożej w Warszawie (Wesoła)
Kościół Opatrzności Bożej w Warszawie – kościół parafialny parafii rzymskokatolickiej Opatrzności Bożej znajdujący się przy ul. Piotra Skargi 2 w dzielnicy Wesoła w Warszawie.

## Historia
W 1933 mieszkańcy miejscowości zawiązali Komitet Budowy Kaplicy w Wesołej. W 1935 ziemianin i mecenas sztuki, książę Emanuel Bułhak, do którego wówczas należała znaczna część gruntów w tej okolicy, ofiarował na cele budowy świątyni rozległy teren znajdujący się na wzniesieniu nazywanym Górą Milową. W tym samym roku Komitet podjął uchwałę o zaniechaniu budowy kaplicy i o przystąpieniu do budowy kościoła.
Przyjmuje się, że projekt świątyni stworzył zaprzyjaźniony z Bułhakiem włoski architekt i badacz sztuki antycznej Luigi Malgherini. Został on następnie zaadaptowany przez Konstantego Sylwina Jakimowicza. Budowę rozpoczęto w 1935 roku. Wzniesiony z czerwonej cegły kościół stanął w stanie surowym w 1939 roku. Budowę wspierał finansowo Emanual Bułhak. Powstała jednonawowa, neoromańska świątynia na planie prostokąta z absydą. Dwuspadowy dach został pokryty dachówką ceramiczną. Kościół został jednak konsekrowany już po II wojnie światowej.
W latach 50. XX wieku wewnątrz świątyni powstał chór na planie trapezu wsparty na dwóch czworobocznych filarach, dobudowano także zakrystię i schody prowadzące do głównego wejścia. Obok kościoła wzniesiono dzwonnicę. W 1966 roku w prezbiterium ustawiono ołtarz projektu Krzysztofa Henisza.
W latach 1975–1979 nawa i prezbiterium świątyni zostały przebudowane i ozdobione polichromiami i obrazami drogi krzyżowej autorstwa profesora Akademii Sztuk Pięknych w Krakowie Jerzego Nowosielskiego. Został on zaproszony do Wesołej przez proboszcza Stefana Wysockiego, który chciał nadać świątyni nowy wystrój nawiązujący do jej architektury. Artysta nad ołtarzem namalował modlącą się Marię, a poniżej, na czerwonym tle, orszak świętych. Rozłożone ramiona Marii – Orantki obejmują krzyż ołtarzowy. Krzyż został ustawiony na templonie. W utrzymanym w ciemnej tonacji przedsionku (narteksie) powstały sceny z życia Matki Boskiej. Malowidła były inspirowane sztuką wczesnochrześcijańską. Jerzy Nowosielski zaprojektował także posadzkę, witraże, żyrandole, tabernakulum i formę chóru muzycznego. Jego prace budziły sprzeciw niektórych parafian.
W wyniku tych prac świątynia otrzymała bizantyjski kanon wystroju wnętrza (jednak bez ikonostasu i fresku Pantokratora nad chórem). Artysta nie przyjął wynagrodzenia za swoją pracę. W latach 1987–1989 razem ze Haliną Onichrymiuk ozdobił również polichromiami kaplicę w wybudowanym obok kościoła domu rekolekcyjnym.
Na początku XXI wieku kościół przeszedł gruntowny remont. W 2004 ceglana świątynia została otynkowana i zatraciła częściowo oryginalny wygląd. Zmieniono również poprzez dodanie kilku obrazów wystrój wewnętrzny kościoła przez co zaburzony został stylowy kanon.
W 2004 wystrój świątyni został wpisany do rejestru zabytków ruchomych, a sam kościół z terenem przykościelnym i cmentarzem do rejestru zabytków nieruchomych w 2019.

## Inne informacje
W latach 80. Jerzy Nowosielski stworzył również polichromie ze scenami z życia Chrystusa i Matki Bożej w kaplicy domu rekolekcyjnego, znajdującego się obok kościoła. 

## Galeria

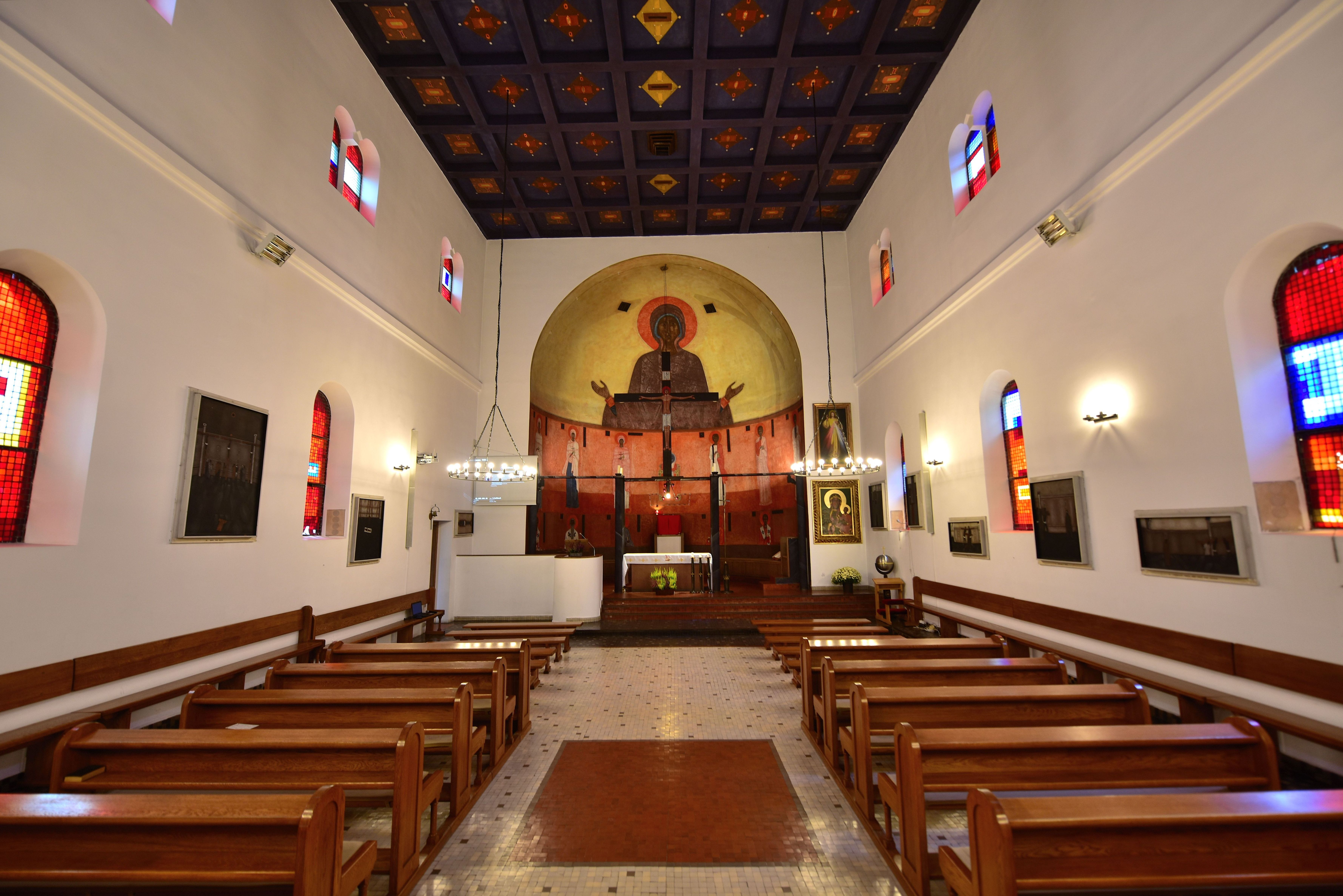
Nawa świątyni
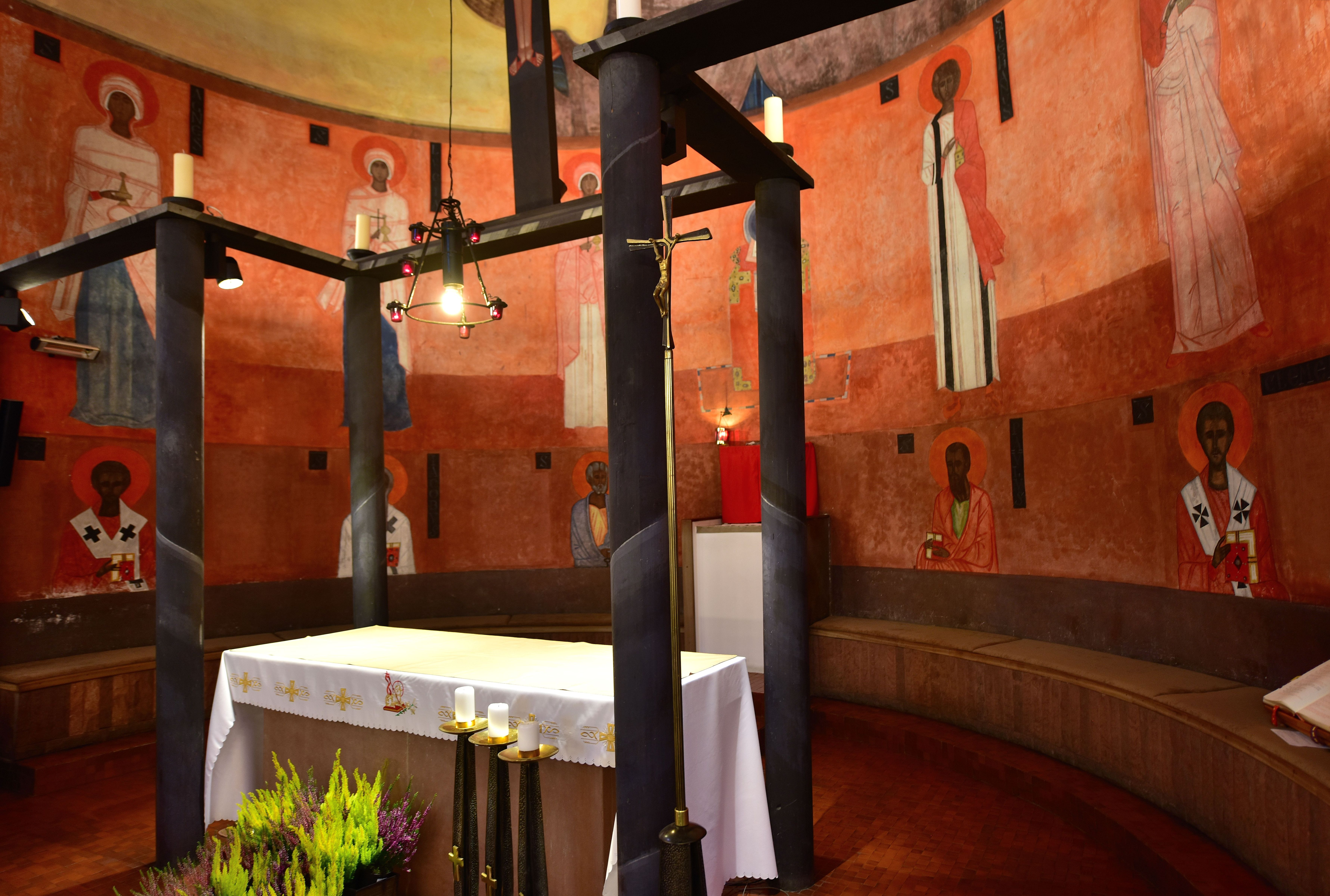
Fragment prezbiterium z templonem i wizerunkami świętych
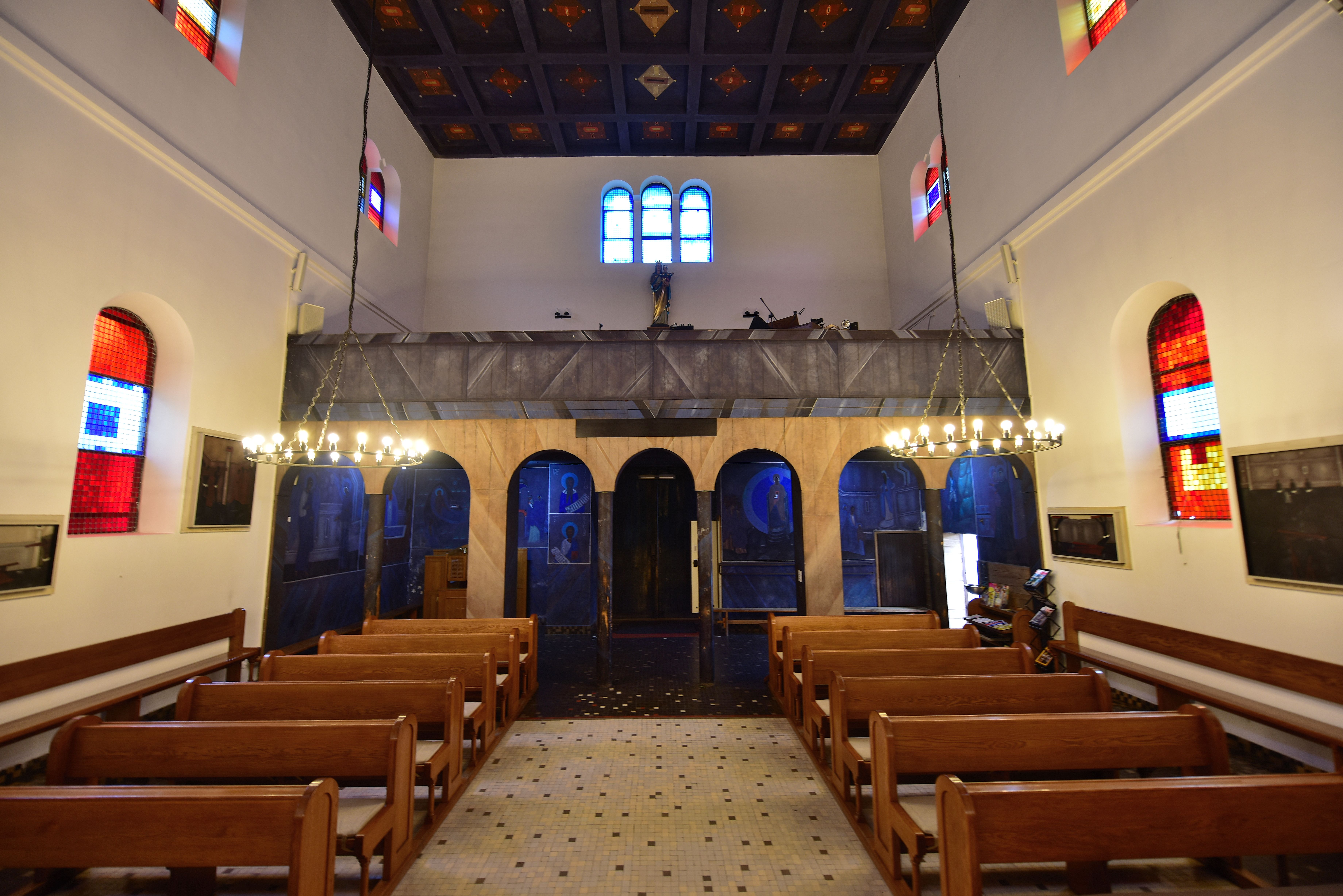
Tylna część nawy z chórem i przedsionkiem
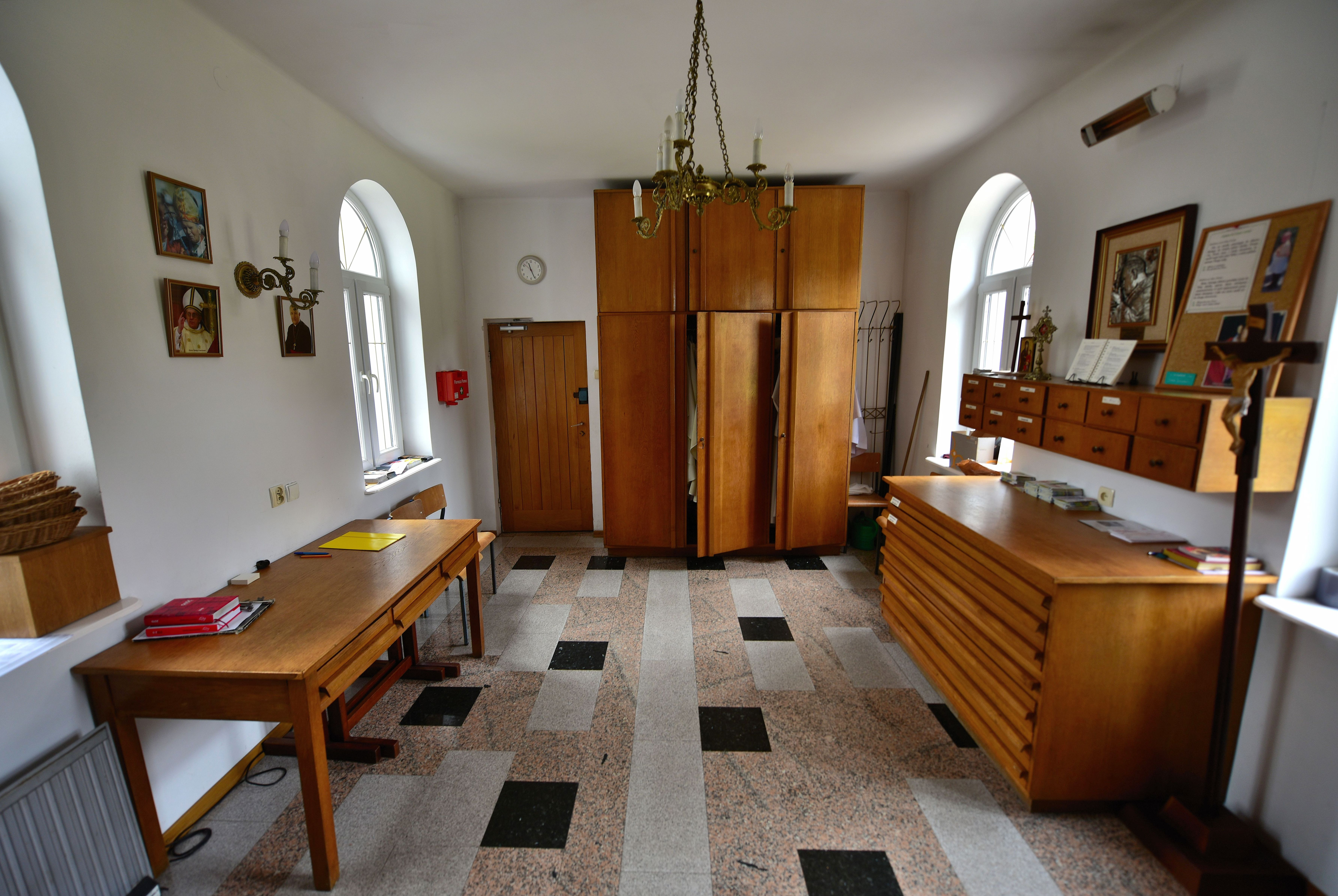
Wnętrze zakrystii dobudowanej w latach 50. XX wieku